# Refugio Luis Risopatrón

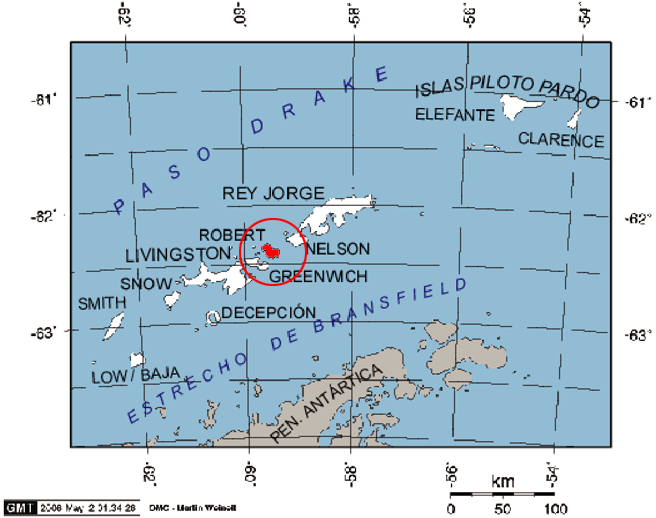
Ubicación de la isla Robert en las islas Shetland del Sur.

El refugio Luis Risopatrón (o Base Luis Risopatrón) (62°22′17″S 59°42′53″O / -62.37139, -59.71472) es un refugio antártico de Chile. Se ubica en la costa norte de la caleta Coppermine, isla Robert, en el estrecho Nelson de las islas Shetland del Sur.
El refugio está a 100 metros de la Zona Antártica Especialmente Protegida ZAEP N° 112 Península Coppermine, Isla Robert, Islas Shetland de Sur.

## Historia
El refugio naval Coppermine fue inaugurado el 20 de marzo de 1949 por la Armada de Chile durante la comisión del comodoro Leopoldo Fontaine.
Mediante la ley n.º 19087, promulgada el 24 de septiembre de 1991, el refugio pasó a denominarse Base Luis Risopatrón, aunque por sus características se lo conoce como refugio Luis Risopatrón.
No debe confundirse con la base antártica científica Luis Risopatrón, que para participar en las actividades del Año Geofísico Internacional el 3 de marzo de 1957 fue inaugurada a 60 m de la Base O'Higgins con dotación civil perteneciente a la Universidad Católica de Chile, y que fue destruida por un incendio el 10 de marzo de 1958.

## Características
El refugio se emplaza a 40 m sobre el nivel del mar, en una superficie de roca sólida, a 150 m de la costa. A 20 km de la base más cercana, Capitán Arturo Prat.
La instalación se compone de 5 módulos. En ella se han realizado actividades científicas concernientes a geología y geofísica (desde 1980) y biología terrestre (desde 1975), y cuenta con una capacidad para una dotación de 12 personas. 